# 티어즈 투 티아라 -화관의 대지-
티어즈 투 티아라 -화관의 대지-(일본어: ティアーズ・トゥ・ティアラ 花冠の大地)는 2008년 7월 17일에 플레이스테이션 3로 발매된 아쿠아플러스 제작의 게임이다. 리프의 Tears to Tiara의 가정용 게임기 이식 작품이지만 캐릭터 디자인과 게임 시스템을 비롯한 상당수의 요소를 교체하는 등 전면적인 풀리메이크를 단행하여 사실 상 새로운 게임이라고 해도 좋을 정도의 변화를 보이고 있다. 아울러 플레이스테이션 3로 발매되는 첫 번째 PC판 원작 미소녀 게임의 가정용 게임기 이식작이면서 첫 번째 본격적인 PS3용 미소녀 게임이라는 기록도 가지고 있다. 참고로 본 게임을 바탕으로 2009년 4월 TV 애니메이션화도 이뤄졌는데 이에 대해션 원작내의 항목을 참조.

## 개요
게임 진행 형식의 경우 오리지널 PC판과 마찬가지로 어드벤처 게임 부분과 시뮬레이션RPG 부분을 교대로 바꾸어가면서 진행하는 형식의 게임이다. 단, 시뮬레이션 부분의 경우 오리지널 PC판이 하프 리얼타임 방식의 전투인 데 반해 PS3판의 경우『칭송받는 자』와 마찬가지의 정통 SRPG 스타일의 전투로 바뀌었다.

## PS3판의 추가·변경점
- 캐릭터 디자이너 및 원화가의 변경 및 게임 화면 비율이 4:3에서 16:9로 변경. 이에 따라 캐릭터 디자인이 새롭게 디자인 되었으며 게임 원화도 모두 새롭게 다시 그려졌다. 일부 캐릭터 디자인의 경우 대폭적인 디자인 변경이 이뤄졌으며 그 밖의 캐릭터도 상당한 수준의 디자인 변경이 이뤄졌다.
- 시뮬레이션 파트가 하프 리얼타임 방식의 전투에서 정통 SRPG 스타일 방식의 전투로 바뀌었다. 그 밖에도 리더 스킬등 전투 시스템에서 신요소가 다수 첨가되었다.
- PC판의 경우 어드벤처 파트나 시뮬레이션 파트에서 2D 기반으로 3등신의 캐릭터가 움직여졌으나 PS3판의 경우 3D 기반으로 바뀌었다. 캐릭터도 8등신으로 바뀌었으며 전투시의 화면 효과도 대폭 추가되었다.
- H신 이벤트는 모두 삭제되었으며 신규 캐릭터 리디아가 새로 추가되었다. 이에 따라 프롤로그 이벤트 추가를 비롯하여 신규 시나리오가 대거 추가되었다.

## 게임 정보

### 스탭
- 캐릭터 디자인·원화 : 나카무라 타케시(여성 캐릭터 담당), 아마즈유 타츠키(남성 캐릭터 담당)
- 음악 : 시모카와 나오야, 이시카와 신야, 마츠오카 쥰야, 키누가사 미치오, 나카가미 카즈히데
- 오프닝 애니메이션 제작 : STUDIO4℃(유명한 아티스트의 뮤직 비디오 내 애니메이션 등을 담당하던 STUDIO 4℃에 있어서 미소녀 게임의 오프닝 무비를 담당하는 것은 처음이었다.)
- 오프닝 애니메이션 디렉터 : 미야자키 나기사

### 주제가
오프닝 테마「haunting melody」
노래:Suara
삽입곡「Tears to Tiara - 개가」
노래:D-TERADA

### 업데이트 정보
2008년 10월 3일자로 1.01 업데이트가 공개되었다. 본 업데이트는 플레이스테이션 3가 네트워크에 연결이 되어있을 경우 게임 기동시 자동으로 업데이트가 진행되며, 업데이트를 통해 변경·개선된 점은 다음과 같다.
- 전투시 고속 모드 추가(옵션에서 SLG파트의 진행 속도를 3단계로 변경 가능.)
- 아이템의 추가
- 세세한 조정 및 불편의 수정

### PSN 아이템
일본 PSN을 통해 시스템 테마가 판매 중에 있다. 가격은 300엔.

## 같이 보기
- 티어즈 투 티아라
- 마비노기온